# Vernikeova encefalopatija
Vernikeova encefalopatija ili sindrom vlažnog mozga uključuje: konfuznost, oftalmoplegiju i ataksiju hoda. Nazvana je tako u čast nemačkog neurologa i psihijatra Karla Vernikea koji je 1881. godine prvi opisao ovaj sindrom. Vernikeova encefalopatija i Korsakovljeva psihoza koja se na može nadovezati na encefalopatiju, nisu dve različite bolesti, već predstavljaju različite stadijume istog procesa Vernike-Korsakov sindrom (Wernicke-Korsakoffljev sindrom).
Najčešće stanje koje uzrokuje ovu encefalopatiju je alkoholizam sa pratećim dugotrajno malim unosom vitamina B1. Druga stanja koja su povezana sa ovim oboljenjem su: sistemski maligniteti, hirurški zahvati na gastrointestinalnom traktu, anorexia nervosa, kao i sindrom stečene imunodeficijencije. Klinička slika Vernikeove encefalopatije može se akutno izazvati i kod osoba u riziku, ukoliko preteraju sa unosu ugljenih hidrata (npr nakon intravenskih infuzija rastvora glukoze).

## Istorija
Što se istorijata encefalopatija i psihoza treba istaći da se za njih interesovao Hipokrat u 4. veku pre nove ere sa tvrdnjom da su mentalne alteracije uzrokovane cerebralnim lezijama. U 2. veku nove ere zanimljiva je Soranova integralna deskripcija febrilnog delirijuma. Srednji vek dovodi do značajnog zaostajanja u progresivnijim stavovima prem svim neurološkim i psihijatrijskim oboljenjima uključujući i encefalopatije i simptomatske psihoze. Tek Paracelsus u 16. veku prevazilazi veoma negativno mistično srednjovekovno mišljenje.  Značajan progres ostvaren je posle francuske revolucije i progresivnim stavovima Pinela koji pored ostalog ukazuje da pored drugih uzročnih činilaca,  nastajanju mentalnih poremećaja doprinose i razni egzogeni uticaji kao što su povreda glave, akutne ferbilne reakcije, nedostatak nutrijenata, intoksikacije i dr.   
Vernikeovu encefalopatiju prvi je otkrio i opiso 1881. godine nemački neurolog Karl Vernike (Carl Wernicke),  po kome je ova bolest i nazvana. Međutim veza sa tiaminom kao uzročnikom bolest dokazana je tek 1930-tih. Sličnu prezentaciju ove bolesti opisao je ruski psihijatar Sergej Korsakov u seriji članaka objavljenih 1887–1891. godine.

## Epidemiologija
Ne postoje konačne statističke studije o učestalosti Vernikeove encefalopatije, tako da se sve brojke zasnovaju na delimičnim studijama, a zbog etičkih problema u sprovođenju kontrolisanih ispitivanja malo je verovatno da će se dobiti precizni podaci i u budućnosti. Na to može uticati i činjenica da postoje dokazi koji ukazuju da je Vernikeova encefalopatija nedovoljno dijagnostikovana. Na primer. u jednoj studiji iz 1986. godine, 80% slučajeva je dijagnostikovano postmortem. Procenjuje se da je samo 5–14% pacijenata sa Vernikeovom encefalopatijom dijagnostikovano za vreme života pacijenata. Kaou glavni faktori koji dovode do smrti navode se infekcije i disfunkcije jetre.
Vernikeova encefalopatija registrovana je u 0,8 do 2,8% obdukcija u opštoj populaciji i 12,5% među alkoholičarima. Ova cifra se povećava na 35% kod alkoholičara ako se uključi i oštećenje mozga zbog nedostatka tiamina. Većina slučajeva nakon obdukcija činili su alkoholičara. 
U nizu studija obdukcije održanih u Recifeu u Brazilu, utvrđeno je da je samo 7 od 36 umrlih imalo alkoholne navike, a jako mali broj je bio neuhranjen. U pregledana 53 objavljena izveštaja o za period od 2001. do 2011. godine, povezanost bolesti sa alkoholom takođe bila je slična oko 20% (10 od 53 slučaja).
Pol
Veća je verovatnoća da se Vernikeove encefalopatije javljaju kod muškaraca nego kod žena.

## Etiopatogeneza
U osnovi Vernikeove encefalopatije je nedostatak vitamina B1 koji izaziva zaboravnost i druge značajne neurološke i psihičke poremećaje, remeti rad srca i organa za varenje. Tiamin, vitamin B1 ili aneurin hidrohlorid je jedan vitamina B grupe. Otkriven je slučajno, kada je japanski lekar Umetar Suzuki primetio da brašno od celog zrna pirinča leči bolesnike od bolesti beriberi. Tek kasnije, 1926. godine, dva naučnika, Jansen i Donat, izdvojili su ga i nazvali aneurin ili „antineuritički” vitamin. Hemijski sastav vitamina B1 je devet godina kasnije otkrio Robert Vilijams i nazvao ga tiamin. Ovaj vitamin ima važnu ulogu u metabolizmu ugljenih hidrata i masti, i u proizvodnji energije. Značajan je i za normalan rast i razvoj, pravilan rad srca, funkcionisanje nervnog sistema i organa za varenje.
Dugotrajni nedostatak vitamina B1 primećen je kod hroničnih alkoholičara, kod osoba sa slabom resorpcijom hranljivih sastojaka (npr obilna i uporna povraćanja, produženi post, neuravnotežena parenteralne ishrana, dijaliza i dr.), a ređe u slučajevima konzumiranja prevelikih količina pojedinih namirnica i napitaka, kao što su sirova rečna riba, školjke, kafa i čaj. Dijabetičari takođe mogu da imaju nedostatak vitamina B1, kao i osobe koje su na dugotrajnim i nepravilnim dijetama.
Pojedini lekovi mogu da smanje količinu vitamina B1 u organizmu. To se prvenstveno odnosi na visoke doze antibiotika, sulfa-preparate, kontraceptivne pilule i medikamente za suzbijanje kiseline u želucu.
Genetika
Kako svi alkoholičari ne pate od nedostatka tiamina a mogu oboleti od Vernikeov encefalopatija,  to podrazumijeva uključivanje drugih faktora, npr. genetskih abnormalnosti koje rezultuju nepravilnim oblikom transketolaza enzima uključenih, u recikliranje tiamin. Genetskim ispitivanjima je to i potvrđeno, jer takve osobe imaju sklonost prema ovoj bolesti zbog genske predodređenosti za određeni enzimski deficit. Ukoliko se takve osobe podvrgnu preteranom unosu ugljenih hidrata (davanje glukoze intravenskom infuzijom) mogu da dobiju akutnu encefalopatiju. To je u uslovima nedostatka vitamina B1 posledica nedekvatne razgradnej glukoze i stvaranaj i nakupljajanja piruvata i laktat.a

### Vernike Korsakofijev sindrom
Vernike-Korsakofljev sindrom se sastoji iz akutne i hronične faze. Prvu obeležava poremećaj očnih pokreta i koordinacije tela, hod s raširenim nogama, slično kao kod alkoholne degeneracije malog mozga; konfuznost (s dezorijentacijom, poremećajima pažnje, apatijom, retko stuporom i komom), ali se svi znaci pojavljuju samo kod malog broja obolelih. U drugoj fazi nastaje psihoza.

## Klinička slika
Bolest najčešće počinje dvostrukim vidom, problemima u govoru, nestabilnim hodom i parestezijom u obliku peckanja u nogama.
Formiranu kliničku sliku karakteriišu sledeći trijas znakova i simptoma:
1. Konfuznost (sa dezorijentacijom, poremećajem pažnje, apatijom), ređe stupor i koma
2. Okularni znaci (oftalmoplegija, nistagmus)
3. Trunkalna ataksija (hod na širokoj osnovi, često uz ataksiju udova)

Pored trijasa simptoma mogu se javiti i:
- refleksni poremećaji,
- oštećenje svesti,
- apatija i somnolencija,
- poremećaji fine motorike sa disdijadohokinezom,
- poremećaji bulbarnog govora (dizartrija),
- poremećaji gutanja (disfagija),
- poremećaji spavanja (nesanica)
- poremećaji kao što su hipotonija, hipotermija i hiperhidroza.

## Dijagnoza
Dijagnoza se zasniva na kliničkoj slici, neurološkom pregledu, laboratorijskim analizama i elektroencefalografiji.

### Laboratorijski testovi
Laboratorijskim testovima (ledukocitarna formula, ispitivanja funkcije jetre, KKS, toksikološke analize) treba isključila druge etiologije.  
Izvor: https://bo.gurushealth.ru/miscelanea/lijek/28823-wernicke-encefalopatija-gaye-lije%C4%8Denje-simptomi.html
EEG nalaz
EEG karakteriše difuzna spora talasna aktivnost koja prati progresiju Vernikeove encefalopatije. Kod težih oblika bolesti opisano je postojanje difuznih šiljak-talaskompleksa

## Terapija
Pravovremeno prepoznavanje ovog sindroma je od izuzetne važnosti, jer u protivnom,  bolest napreduje do smrtnog ishoda. Kako se zbog nedostatka B1 vitamina glukoza ne razgrađuje adekvatno, što rezultuje stvaranjem i nakupljanjem piruvata i laktata, izuzetno je važno da se svakom bolesniku sa sumnjom na deficit B1 odmah on terapijski nadoknađuje, pre bilo kakvih infuzionih rastvora, a naročito pre bilo kakvog davanja petoprocentne glukoze.
- U akutnoj fazi — parenteralno se daje vitamin B1 (50-100 mg dnevno) uz uravnoteženu ishranu.
- U hroničnoj fazi (Korsakoffljeva psihoza) — čak i uz primenu tiamina (vitamin B1) 10-20% bolesnika ima lošu prognozu sa letalnim ishodom.

Lečenje vitaminom B1 zahteva veliku opreznost, budući da može da izazove anafilaktičku reakciju. Najbolje je vitamin B1 uzimati u kombinaciji s ostalim vitaminima Be kompleksa ili suplementima u kojima ima i mangana.
Iako je trovanje vitaminom B1 moguće, ono je veoma retko, jer je on rastvorljiv u vodi i njegov višak se izlučuje. Ipak, smatra se da količina vitamina B1 od tri grama može da izazove znake trovanja.

## Prevencija
Dnevne potrebe vitamina B1 zavise od kalorijskog unosa i iznose 1,1 mg za muškarce i 0,8 mg za žene. U trudnoći treba uzimati dodatnih 0,2 mg, a za vreme dojenja je potrebno još 0,4 mg.
U slučaju nedostatka vitamina B1 potrebe organizma za ovim vitaminom se nadoknađuju injekcijama u dozi od 50 do 100 mg dnevno.

## Komplikacije
Na Vernikeovu encefalopatiju se može nadovezati Korsakovljeva psihoza, sa karakterističnim
poremećajem pamćenja koje je u disproporciji sa drugim kognitivnim funkcijama. Vernikeova encefalopatija i Korsakovljeva psihoza nisu dve različite bolesti, već predstavljaju različite stadijume istog procesa (Wernicke-Korsakoffljev sindrom).

## Spoljašnje veze
|  | Molimo Vas, obratite pažnju na važno upozorenje u vezi sa temama iz oblasti medicine (zdravlja). |